# Dieudonné Essomba
Pour les articles homonymes, voir Essomba.
Dieudonné Essomba, né à Yaoundé en 1975, est un économiste, statisticien et chroniqueur camerounais. Il considère Joseph Tchundjang Pouemi comme modèle.

## Biographie

### Enfance, éducation et débuts
Né à Yaoundé, Dieudonné Essomba fait des études d'ingénieur en France. 

### Carrière
Il intervient sur des chaines de télévision comme Vision 4 Télévision où il participe à des débats comme chroniqueur,,,,. En février, il est retiré de l'antenne de l'émission Club d'Élites de Vision 4 Télévision.

### Positions politiques
Face à la montée du tribalisme, à la dénonciation d'une haine anti-Bamiléké dans les réseaux sociaux et à la crise anglophone au Cameroun, son discours évolue et soutient un fédéralisme au Cameroun avec l'émergence d'un État Ekang.

## Ouvrages
- Une voie de développement pour l'Afrique: la monnaie binaire; Centre d'analyses économiques et sociales, 2010 - 314 pages[8]